# Abzal Beysebekov
Abzal Beysebekov (Almaty, 30 de noviembre de 1992) es un futbolista kazajo que juega de defensa en el FC Astana de la Liga Premier de Kazajistán.

## Selección nacional
Beysebekov fue international sub-17, sub-19 y sub-21 con la selección de fútbol de Kazajistán antes de llegar a la absoluta en 2014.
Con la selección disputó su primer torneo importante en la Liga de Naciones de la UEFA 2018-19.

## Clubes
| Club                   | País       | Año       |
| ---------------------- | ---------- | --------- |
| FC Kairat Almaty       | Kazajistán | 2008      |
| FC Astana              | Kazajistán | 2009      |
| FC Kairat Almaty       | Kazajistán | 2010      |
| FC Vostok              | Kazajistán | 2011      |
| FC Astana              | Kazajistán | 2012-act. |
| Korona Kielce (cedido) | Polonia    | 2014      |

## Palmarés

### Títulos nacionales
| Título                     | Club         | País       | Año  |
| -------------------------- | ------------ | ---------- | ---- |
| Copa de Kazajistán         | F. C. Astana | Kazajistán | 2012 |
| Liga Premier de Kazajistán | F. C. Astana | Kazajistán | 2014 |
| Supercopa de Kazajistán    | F. C. Astana | Kazajistán | 2015 |
| Liga Premier de Kazajistán | F. C. Astana | Kazajistán | 2015 |
| Liga Premier de Kazajistán | F. C. Astana | Kazajistán | 2016 |
| Copa de Kazajistán         | F. C. Astana | Kazajistán | 2016 |
| Liga Premier de Kazajistán | F. C. Astana | Kazajistán | 2017 |
| Supercopa de Kazajistán    | F. C. Astana | Kazajistán | 2018 |
| Liga Premier de Kazajistán | F. C. Astana | Kazajistán | 2018 |
| Supercopa de Kazajistán    | F. C. Astana | Kazajistán | 2019 |